# 合同法 (1707年)
1707年合同法（1707ねんごうどうほう、英: Acts of Union 1707）は、1707年、イングランド王国とスコットランド王国が合併し、連合王国としてグレートブリテン王国を建国することとした合同法。英語名が複数であることが示す通り、実際はイングランド議会が制定した1706年スコットランド合同法（Union with Scotland Act 1706）とスコットランド議会が制定した1707年イングランド合同法（Union with England Act 1707）という2つの法律で構成される。両議会の代表による交渉を経て1706年7月22日に合同条約が締結され、1707年合同法により合同条約が批准される形となった。
1603年にイングランド女王エリザベス1世が死去し、スコットランド王ジェームズ6世がジェームズ1世としてイングランド王に即位したことで、イングランドとスコットランドは同君連合を組むことになったが（イギリス史では王冠連合と呼ばれる）、法的には両王位が合同しておらず、あくまでも1人の人物が2つの王位を継承するという人的同君連合にすぎなかった。議会立法によるイングランド・スコットランド間の合同は17世紀にも3度（1606年、1667年、1689年）試みられたが、イングランド政界とスコットランド政界の両方が合同を支持するのは18世紀初になってのことだった。
1707年合同法の制定はイギリスの歴史における政治事件であり、この合同法の可決をもって、1707年5月1日、グレートブリテン島全土を統治するグレートブリテン王国が成立した。同時にイングランド議会とスコットランド議会も合同して、元イングランド議会の議場であるロンドンのウェストミンスター宮殿を議場とするグレートブリテン議会が成立した（合同法第3条）。
歴史学者サイモン・シャーマ（1945年 – ）は1707年の合同について、「敵対的併合として始まったが、最終的には世界中で最も力強いパートナーになり[...]、ヨーロッパ史のなかでも目覚ましい変化の1つとなった」と述べている。

## 背景

ジェームズ6世および1世により発表されたユニオン・フラッグ。17世紀のスコットランドでは別の設計が用いられた。

### 1707年以前の合同の試み
13世紀末から14世紀初にわたり、イングランド王エドワード1世はスコットランドの征服を試みたが失敗に終わり、イングランドとスコットランドは完全に分離された2つの国になっていた。以降もその状態が続いたが、1558年にエリザベス1世がイングランド女王に即位すると、エリザベス1世が未婚かつ子女もいなかったため、イングランドとスコットランドの合同の可能性が俄然高くなった。エリザベス1世の相続人はカトリックのスコットランド女王メアリーであり、メアリーはイングランドとスコットランドを平和的に合同させることを約束した。1567年、メアリーが退位を余儀なくされ、まだ幼児である息子がジェームズ6世として即位した。ジェームズ6世は母と違いプロテスタントとして育てられ、イングランド王位の相続人になった。1603年にエリザベス1世が死去すると、ジェームズ6世はジェームズ1世としてイングランド王に即位した。これによりイングランドとスコットランドは同君連合になり、以降ステュアート朝の国王が代々同君連合を引き継いだが、王国としては分離したままであった。

#### 1603年から1639年まで

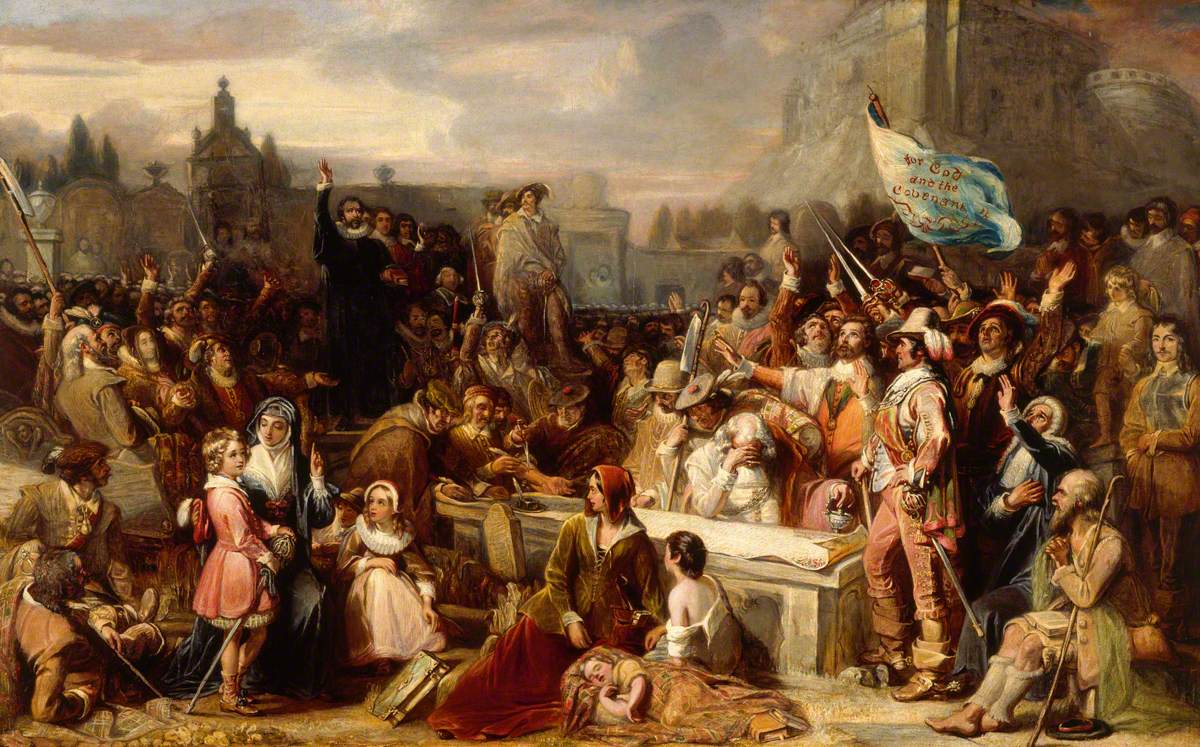
ステュアート家による国教会への反対により、スコットランドでは1638年に国民盟約が成立した。

17世紀では宗教と政治が密接な関係にあったこともあり、ジェームズ1世は1603年にイングランド王に即位すると、合同への第一歩としてイングランド国教会とスコットランド国教会の合同を目指した。彼は即位にあたって、イングランドとスコットランドという2つの国の君主になることを2人と結婚することに例え、「重婚罪にならないよう」イングランドとスコットランドの合同を目指すと宣言し、国王大権をもって「グレートブリテン国王」（King of Great Britain）という称号を使用、宮廷、ひいては自身にイギリスの風格を取り入れた。
1603年にイングランドで成立したイングランド及びスコットランド合同法により、合同の条件を交渉する共同委員会が設立されたが、イングランド議会は合同の結果スコットランドのような絶対君主制がイングランドに強いられることを憂慮した。ジェームズ1世は合同を迅速に行うという望みを一時的に諦めることになり、1610年に再度試みたもののやはり失敗に終わった。
ジェームズ1世はイングランド国教会とスコットランド国教会の合同を目指したが、両教会は組織も教義も異なる点が多く、スコットランド側は組織では長老制を採用し、教義ではカルヴァン主義を採用したが、その結果スコットランド側ではイングランド国教会の多くの慣習をカトリックと大同小異であるとみた。このように、ジェームズ1世と息子チャールズ1世の宗教政策は政治上の統合を目指すための準備であったが、反発を招いた結果1638年にスコットランドで国民盟約が設立され、1639年から1651年までは清教徒革命が勃発した。

#### 1639年から1670年まで

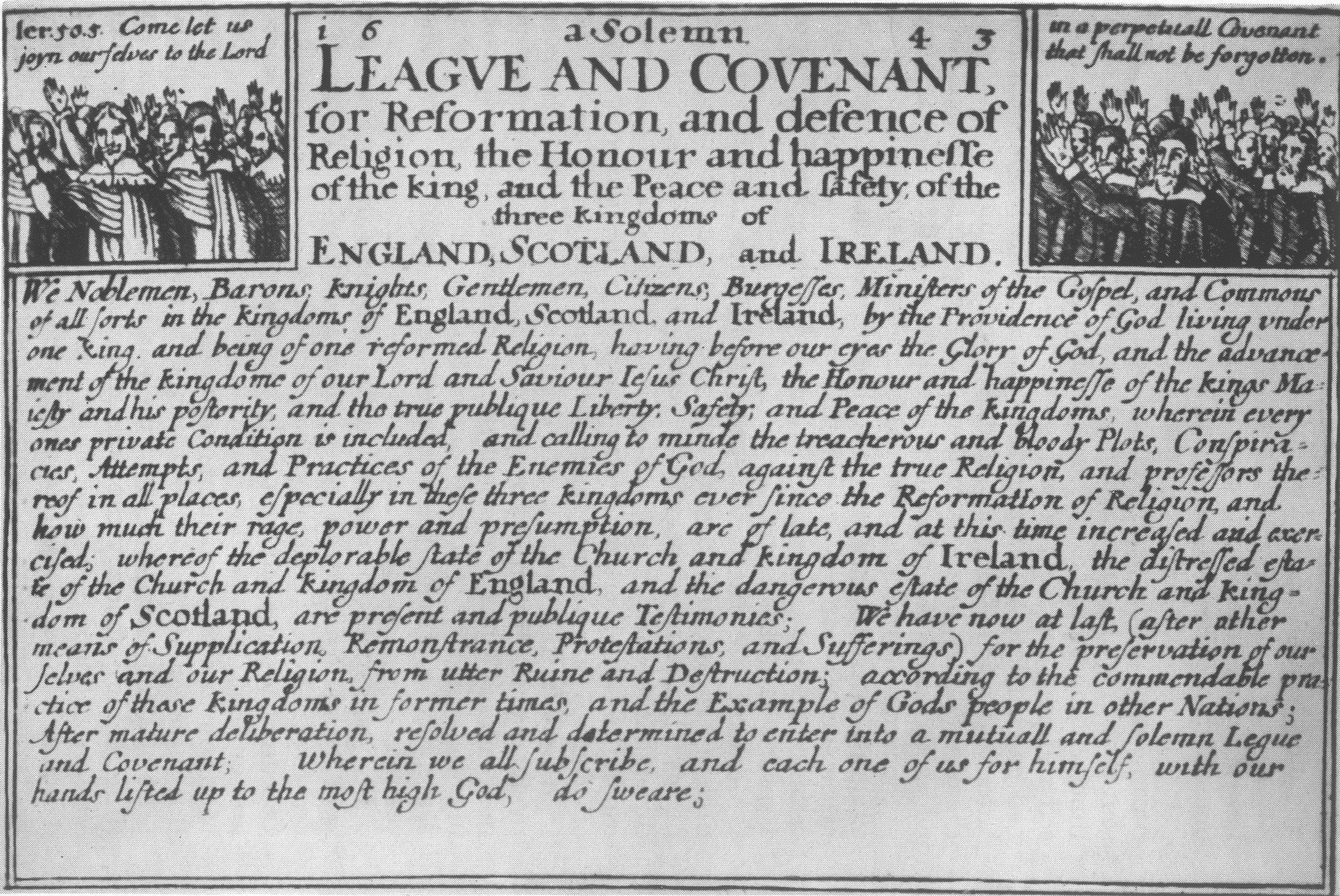
1643年の厳粛な同盟と契約。

1639年から1640年までの主教戦争により長老派のスコットランド国教会における優位が確定、カヴェナンターが政権を握った。1642年に第一次イングランド内戦が勃発すると、スコットランドは最初は中立を表明したが、1642年中に議会派が敗勢を示すと、王党派の勝利によるスコットランドへの影響に憂慮するようになった。また、この時期にはイングランドとの宗教合同が長老制を維持するための最良の方策と考えられるようになった。1643年の厳粛な同盟と契約により、スコットランドはイングランド議会に軍事援助を提供、その代償としてイングランド国教会とスコットランド国教会の合同が約束された。厳粛な同盟と契約ではイングランド、スコットランド、アイルランド間の「合同」（union）が度々言及されたが、政治上の合同はイングランドでも広く支持されたわけではなく、同盟では明示的に合意されなかった。

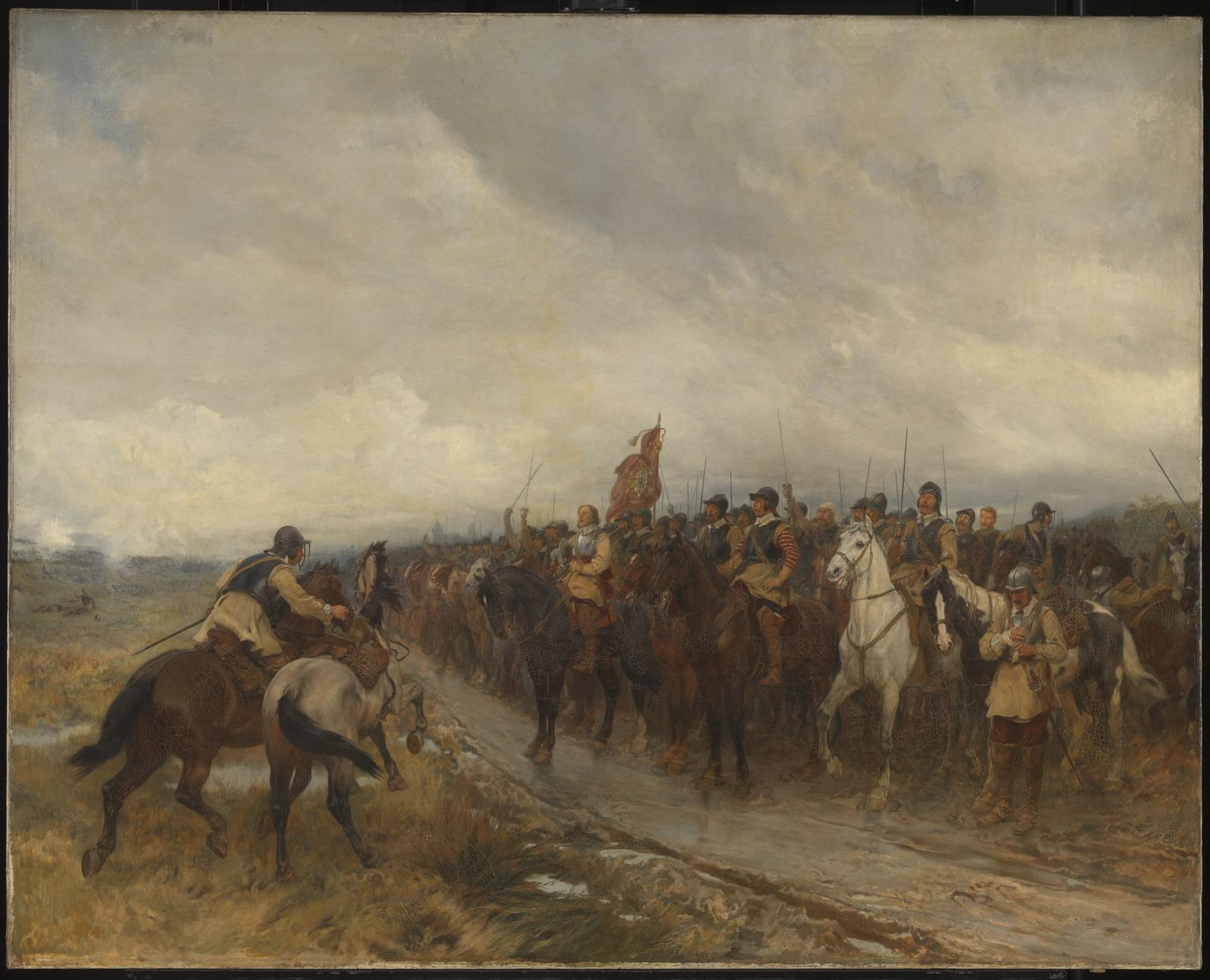
1650年のダンバーの戦いに敗北した後、スコットランドはイングランド共和国に併合された。

イングランド国教会では監督制が主流であったが、監督制の支持者は宗教上の合同に強く反対、またオリヴァー・クロムウェルなどの独立派も宗教上の合同に反対した。そのため、スコットランドとイングランドの長老派は独立派の主導するニューモデル軍を王党派よりも大きな脅威としてみるようになり、1646年にチャールズ1世が降伏すると、長老派はチャールズ1世のイングランド王復位に同意した。このとき、王党派とカヴェナンターは君主の即位（institution）については王権神授説で合意したが、国王と教会の権威の本質と範囲では合意できなかった。

イングランドとスコットランドの合同を示す、共和国時期の旗。

1647年から1648年までの第二次イングランド内戦で敗北したスコットランドはイングランド軍に占領されたが、誓約派（クロムウェルから戦争責任があると主張された派閥）が政権から追い出され、代わりに長老派が政権を握ると、イングランド軍はスコットランドから撤退した。そして、1648年12月のプライドのパージにより長老派議員が議会を追放され、1649年1月にチャールズ1世が処刑されると、クロムウェルによるイングランドへの（政治上の）支配が確定したが、スコットランドで政権を握っていた長老派は1649年2月にチャールズ1世の息子チャールズ2世によるスコットランドおよびグレートブリテン王（King of Scotland and Great Britain）即位を宣言、イングランド王への復位も約束した。
しかし、スコットランドは1649年から1651年までの第三次イングランド内戦に敗北、イングランド共和国に併合された。併合の理由はクロムウェルが戦争責任を長老派に帰し、長老派の権力を瓦解させようと動いたためだった。1652年に合同令（Tender of Union）が、1654年4月12日に「護国卿によるイングランドおよびスコットランドの合同布告」（An Ordinance by the Protector for the Union of England and Scotland）が発され、イングランド、スコットランド及びアイルランド共和国が成立した。布告が1657年6月26日に第二回護国卿議会により批准されたことで、イングランド、スコットランド、アイルランドの3議会が合同され、イングランド議会の議員に加えてスコットランドとアイルランドがそれぞれ議員30名をウェストミンスターの議会に送ることとなった。
合同により共和国内で自由貿易が成立したものの、軍を維持するために重税が課されたため、経済上の利益はほとんどもたらされなかった。この合同はスコットランドでは軍事占領を伴い、イングランドでは重税を伴って行われたため、どちらにもほとんど支持されず、1660年のイングランド王政復古に伴い合同も解除された（共和国議会のスコットランド選出議員からは合同継続の請願があった）。
イングランドが1660年と1663年の二度にわたって航海条例を制定、さらにスコットランドの輸出先であるネーデルラント連邦共和国との英蘭戦争に踏み切った結果、スコットランドの経済は大きな被害を受けた。1668年1月にはイングランド・スコットランド通商委員会（Anglo-Scots Trade Commission）が設立されたが、イングランドがスコットランドから得られる利益が少なかったため譲歩に同意せず、委員会は成果を上げられなかった。チャールズ2世は1669年に合同に関する議論を再開したが、これはジェームズ1世が果たせなかった野望を果たそうとしたことと、スコットランドと敵国オランダの間の通商関係と政治上の関係を断ち切ることが目的だった。このときもイングランドとスコットランドの両方で反発され、年末には交渉が中止された。

#### 1670年から1702年まで
1688年の名誉革命の後、スコットランドでは1689年4月にエディンバラでスコットランド臨時議会が開会、革命の後処理について議論した。このとき、スコットランドの監督派聖職者は監督派によるスコットランド国教会支配を維持するため、イングランド・スコットランド間の合同を推進した。ウィリアム3世とメアリー2世も合同に賛成したが、イングランド議会からもスコットランドの主流派である長老派からも反対された。スコットランドにおける監督制が1690年に廃止されたことで監督派聖職者は梯子を外される形になり、これが後の合同反対派の起源となった。
1690年代のヨーロッパは経済衰退に苦しみ、スコットランドでも七凶年と呼ばれる時期で、イングランドとの関係も緊迫していた。1698年、スコットランド会社は勅許状を得て、一般公募による資金調達に踏み切った後、東アジアとの貿易に向けて、パナマ地峡の植民地建設計画であるダリエン計画を推進した。スコットランド会社への投資はほぼ全てスコットランドからの資金だったが、計画は大失敗に終わり、15万ポンド以上の損失を出したため、スコットランドの通商に大きな悪影響を及ぼし、これが合同支持への原動力の1つとなった（後述）。

### アン女王即位から1707年合同法可決まで

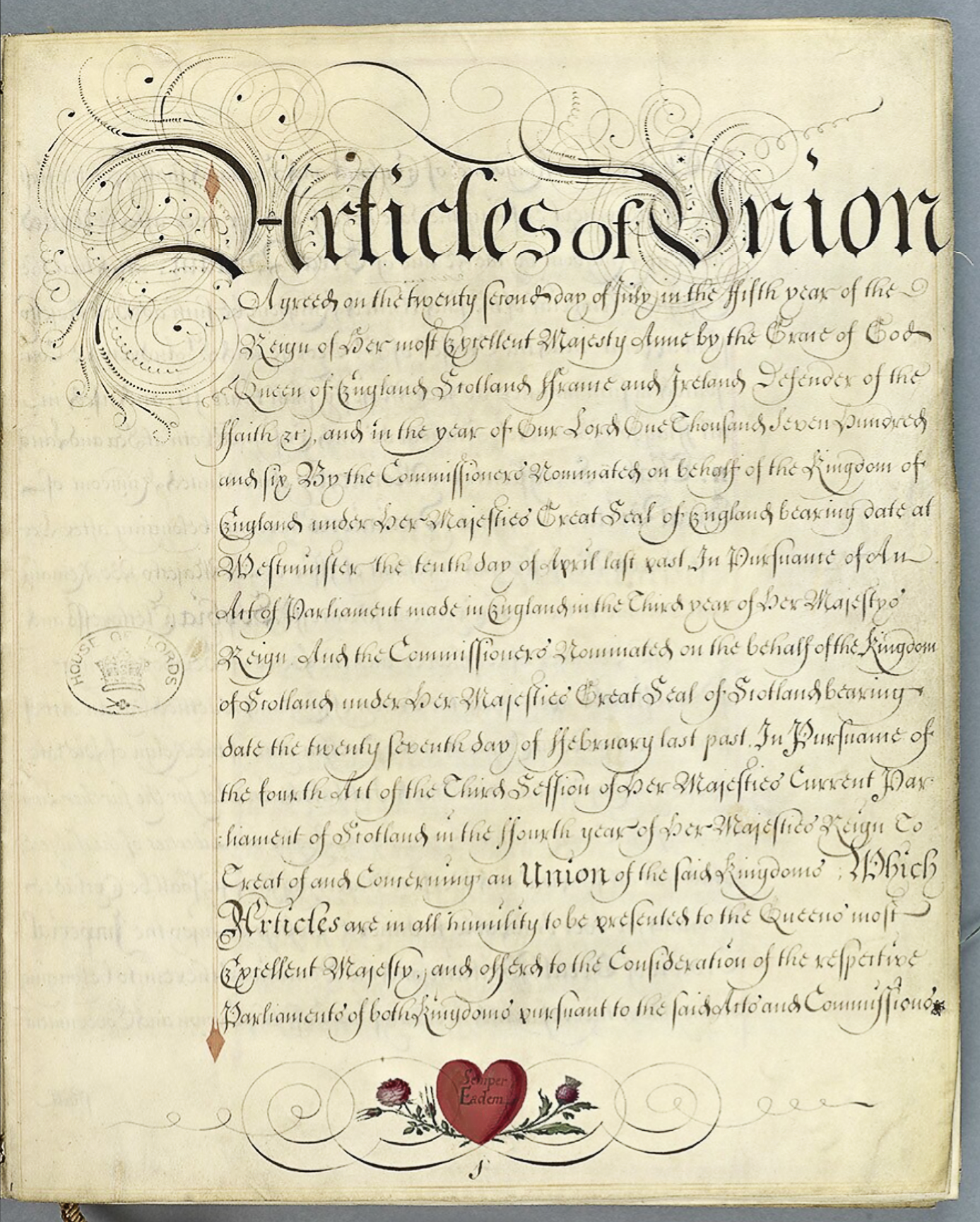
合同条約。

1702年に即位したアン女王はイングランド・スコットランド間の政治統合を目標の1つにしており、アン女王と大臣からの後援の結果、イングランド議会とスコットランド議会は1705年に合同条約の交渉に同意した。
合同交渉にあたり、イングランドとスコットランドはそれぞれ代表31名を任命した。スコットランドの代表は大半が合同を支持し、うち約半数が官僚で、代表的な人物にはスコットランド王璽尚書の第2代クイーンズベリー公爵ジェイムズ・ダグラスとスコットランド大法官の第4代フィンドレイター伯爵ジェイムズ・オグルヴィがある。イングランドの代表は大蔵卿の初代ゴドルフィン伯爵シドニー・ゴドルフィン、国璽尚書の初代クーパー男爵ウィリアム・クーパー、そして合同を支持するホイッグ党が多数を占め、合同を支持しなかったトーリー党員で代表に任命されたのは1名だけだった。
イングランド代表とスコットランド代表の交渉は1706年4月16日から7月22日までロンドンのコックピット＝イン＝コートで行われた。イングランドとスコットランドにはそれぞれの目標があったが、結果としてはイングランドが「ハノーヴァー家がアン女王の後継者としてスコットランド王に即位する」という目標を、スコットランドが「イングランドの植民地との貿易権を保障する」という目標を達成した。
1706年7月に交渉が終了し、合同条約が締結された後、条約はイングランド・スコットランド両議会で批准される必要があった。スコットランド議会の議員227名のうち、約100名がコート派（宮廷派）であり、不足した票数には第4代モントローズ侯爵ジェイムズ・グラハムと第5代ロクスバラ伯爵ジョン・カー率いるスクアドロン・ヴォランテという当てがあった。合同反対派は一般的にはカントリ派と呼ばれていたが、その内訳は第4代ハミルトン公爵ジェイムズ・ハミルトン、第2代ベルヘイヴン＝ステントン卿ジョン・ハミルトン、アンドリュー・フレッチャーなど多くの党派の人物が含まれている。コート派はイングランドからの潤沢な資金援助を得ており、ダリエン計画で借金が重なった人物も多かった。
1707年1月にスコットランド議会では合同法案への採決が行われ、賛成110票・反対68票で議会を通過し法案可決となった。この際に、合同成立に関して功績の大きいクイーンズベリー公爵はスコットランドの住民からは批判されたが、イングランドでは賞賛された。また、クイーンズベリー公爵はイングランドからの資金援助の約半分を受け取っており、1707年4月17日にはケンジントン宮殿でアン女王に謁見した。

## 合同の理由

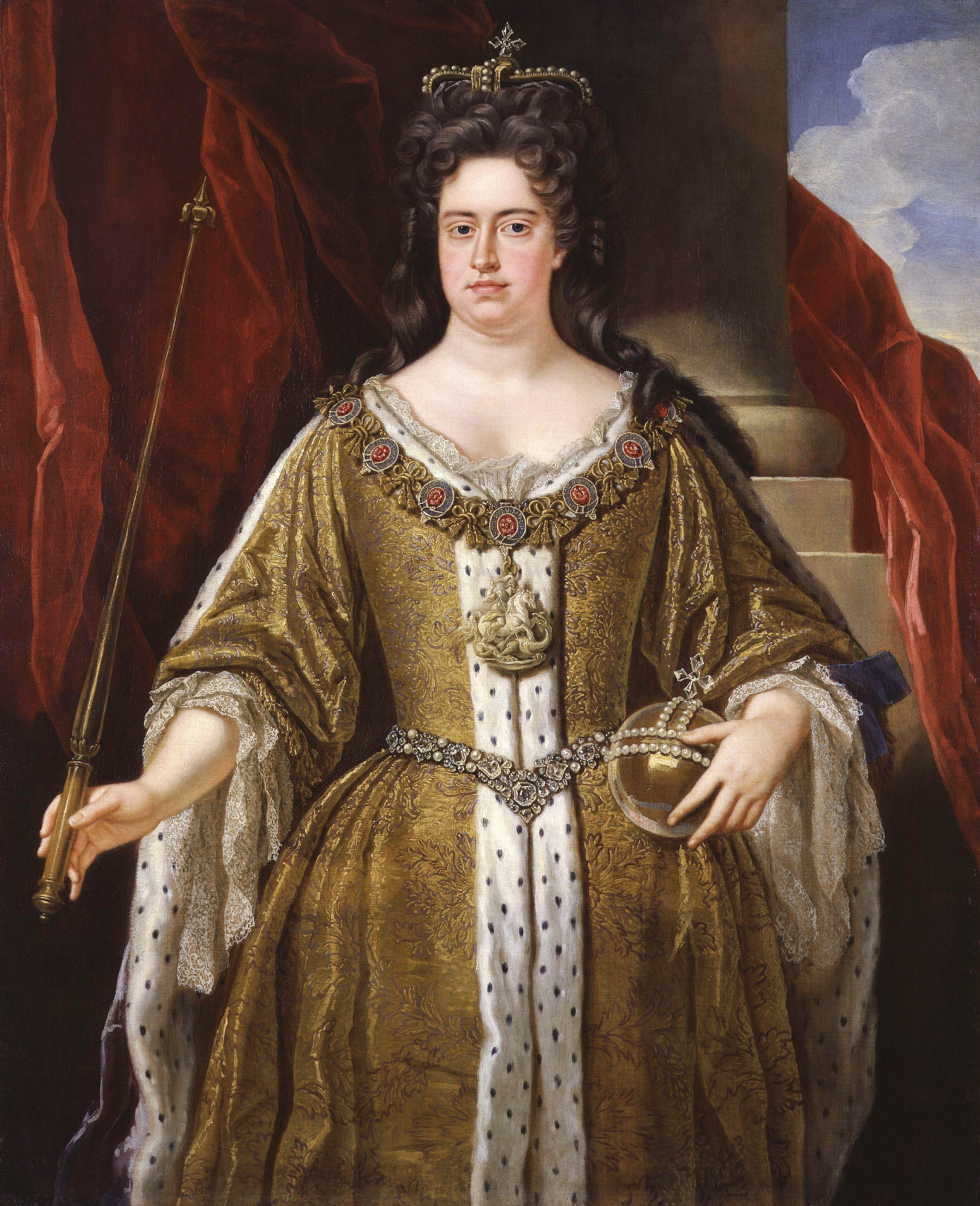
アン女王、1702年。

合同法制定の背景には17世紀末から18世紀初のヨーロッパにおける中央集権の傾向がある。この傾向はネーデルラント連邦共和国やヴェネツィア共和国といった例外もあったもののフランス王国、スウェーデン帝国、デンマーク＝ノルウェー、スペイン帝国にみるように明らかである。一方で合同法の条項に1701年王位継承法とカトリックの王位継承排除が含まれるように、セクト主義の影響もみられる。
イングランドとスコットランドの両方を統治する君主として、片方の議会を利用してもう片方と敵対するという危険性は1647年の第二次イングランド内戦と1651年に第三次イングランド内戦で明らかになり、1679年から1681年までの王位排除法危機で再び浮上した。このとき、カトリックであるヨーク公ジェームズがチャールズ2世の後継者になることに対しイングランドが反発したため、ジェームズは1681年にエディンバラに派遣されスコットランド議会における国王代表に就任した。8月、スコットランド議会は王位継承法を可決し、王権神授説、「宗教にかかわらず」血縁による相続人の権利を認め、さらにその相続人が国王に就任すると、新王に忠誠を誓う義務を認めた。また、スコットランド王位の独立性も再確認した。この王位継承法の目的はジェームズをイングランド王位から排除すると内戦が必至であるという状況を作り出すことで、ジェームズによるスコットランド王位継承を保証することと明示された。
この問題は1688年の名誉革命で再発した。このとき、イングランド議会はジェームズ2世を退位させて、プロテスタントとして育てられた娘メアリー2世を即位させることには大方賛成していたが、メアリー2世の夫でオランダ出身のウィリアム3世および2世を共同統治者として即位させることには反発した。イングランド議会は後に譲歩したが、これはウィリアム3世がオランダに帰国すると脅し、メアリー2世も夫を即位させず自身だけで統治することに反対した結果だった。
一方、スコットランドでは長老派と監督派が教会の支配をめぐって争っており、ウィリアム3世がカルヴァン派だったためその立場はイングランドでの立場よりも強かった。ウィリアム3世は最初は監督制の維持とスコットランド議会の条文委員会（Committee of the Articles、国王によって任命され、スコットランド議会が弁論する法案について定める委員会）の維持を主張、スコットランドにおける王権をイングランドにおける王権より強くなるよう仕向けようとしたが、1689年ジャコバイト蜂起によりその要求を撤回した。

### イングランドの目的
イングランド側の目的はスコットランドとの同君連合が解消されない、すなわちイングランド王とスコットランド王が別人になることを防ぐことだった。イングランドとスコットランドは17世紀のほとんどの時期において同君連合を組んでいたが、スコットランド王とイングランド王が別人になった場合、たとえスコットランド王がプロテスタントのままだとしても、反イングランド同盟に加担する可能性があった。イングランドでは1701年王位継承法によりハノーヴァー家出身のプロテスタントのみがイングランド王に即位できると定められた。この王位継承法によって束縛されることを嫌ったスコットランドでは、1704年安全保障法が制定されることとなる。同法ではアン女王が子女のないまま死去した場合、スコットランド議会が後継者を指名すると定められた。しかも、イングランドが自由貿易と自由航海を保障しない限り、イングランド王の在位者をスコットランド王として指名できないよう定めた。イングランドは報復として1705年外国人法を可決、スコットランドが1705年12月25日までに合同交渉に応じ、ハノーヴァー朝による王位継承を受け入れない限り、スコットランド人を外国人として扱い（スコットランド人によるイングランドの財産相続に影響を及ぼす）、スコットランドからの主要物産に禁輸措置をとると定めた。結果的に成立したグレートブリテン議会ではイングランド選出の議員数がスコットランド選出の議員数よりはるかに多かったため、スコットランドが反対した程度では法案可決を阻止できなくなった。

### スコットランドの状況

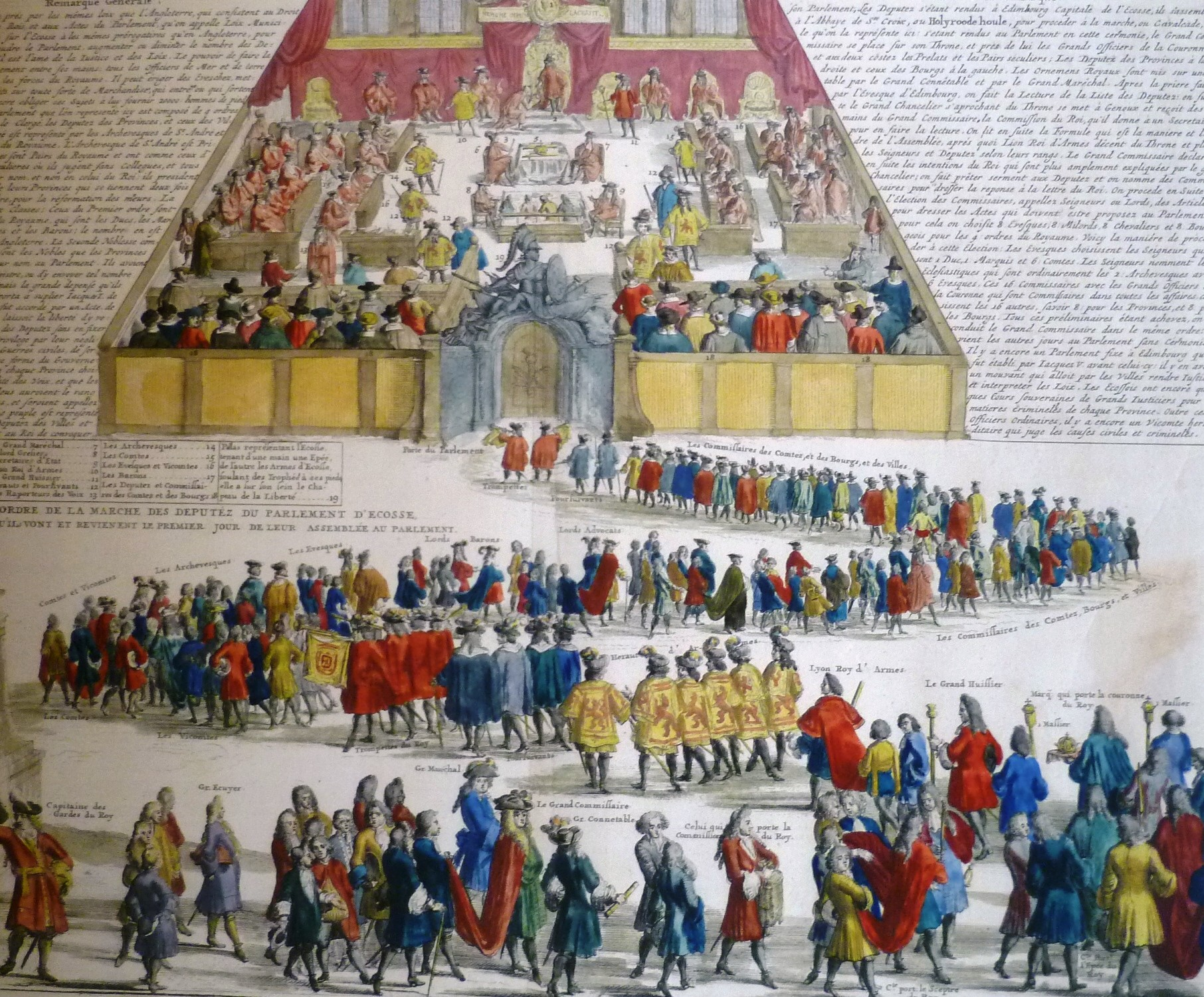
スコットランド議会の開会式。18世紀フランスの作品。

コート派とスクアドロン・ヴォランテの大半が合同支持に回ったことで、合同法はスコットランド議会を通過したが、その裏には多くの動きがあった。まず、スコットランドでは合同を受け入れることで、イングランドからの援助を借りてダリエン計画による損害から回復でき、1705年外国人法の懲罰措置を廃止させることができる、という主張があった。
そして、スコットランド議会議員の多くがダリエン計画に多額の資金を投資しており、合同に賛成票を投じることで補償を受け取れると考えた。実際、合同法の第15条ではザ・イクイヴァラント（The Equivalent）と呼ばれる、合計398,085ポンド10シリングの資金がイングランドからスコットランドに支払われることが定められており、その名目はスコットランドの納税者がイングランドの国債支払いに貢献する金額を予め返還することだった。ザ・イクイヴァラントのうち58.6%がスコットランド会社の債権者と株主に支払われたため、実質的にはダリエン計画の投資者への補償となった。
イングランドからの贈賄も要因の1つであり、2万ポンド（24万スコットランド・ポンド）がスコットランドに送られ、初代グラスゴー伯爵デイヴィッド・ボイルがその分配にあたった。うち、スコットランド議会における女王代表であるクイーンズベリー公爵だけでその6割以上にあたる12,325ポンドを受け取っており、この贈賄は18世紀末の詩人ロバート・バーンズの風刺詩の対象になった。イングランドから送られてきた資金は贈賄のほか、ダニエル・デフォーなどスパイを雇うことにも使われ、デフォーはスコットランドにおける合同反対デモについての報告を送った。同時代の合同支持派第2代準男爵サー・ジョン・クラークは後に回想録でもしデフォーがスパイであると見抜かれたら、エディンバラの暴徒は彼をずたずたに引き裂いたのだろうと書いた。
合同条約は当時のスコットランドでは憎まれており、エディンバラやグラスゴーで暴動がおきた。エディンバラではデモ行進があり、合同反対派の指導者は第4代ハミルトン公爵ジェイムズ・ハミルトンとされたが、後にハミルトン公爵が実は政府側であると判明した。合同がエディンバラで反対された理由にはスコットランド国教会の聖公会化（イングランド化）への恐れ、イングランド化によりスコットランドで唯一の民主とされる部分が奪われることへの恐れ、そして増税への恐れが挙げられる。
合同交渉におけるスコットランド代表のうち、唯一の合同反対派であるサー・ジョージ・ロックハートは「全国が合同に反対しているように見える」と述べ、合同支持派である第2代準男爵サー・ジョン・クラークも合同条約が「王国の少なくとも4分の3の人の意向に反する」と述べた。スコットランド議会が合同条約を審議する中、合同に反対する請願がスコットランド各地から津々浦々に送られ、自治都市会議も合同に反対する請願を出した。スコットランド議会は結局、合同を支持する請願を1つも受け取られなかった。
合同条約が署名された日、エディンバラのセント・ジャイルズ大聖堂のカリヨネア（カリヨン奏者）は「なぜ私は結婚の日にそこまで悲しむのか」（Why should I be so sad on my wedding day?）を演奏した。やがて、議会は社会不安を鎮めるべく、戒厳令を敷いた。

## 合同法の内容

合同条約の批准に関するスコットランド議会議員の投票。
全員欠席
全員賛成
賛成多数
賛成と反対が同数
反対多数
全員反対

1706年のイングランド議会とスコットランド議会の代表の間で交渉された合同条約には25の条項があり、うち15の条項が経済に関するものだった。スコットランド議会では各条項が1つずつ採決にかけられ、条項の一部は個別の小委員会に委ねられた。第1条はイングランドとスコットランドの合同、並びにそれに伴う国旗、国章などの変更についてであり、1706年11月4日に賛成116票、反対83票で可決された。スコットランド国教会からの反対を抑えるため、1707年プロテスタント宗教及び長老派教会法というスコットランド国教会の地位を保障する法が可決され、これにより国教会は公的には反対しなくなったが、下級聖職者からの反対は続いた。そして、1707年1月16日には条約全体が採決にかけられ、賛成110票、反対69票で可決された。
第22条により、スコットランドはグレートブリテン庶民院で45議席を、グレートブリテン貴族院で16議席（スコットランド貴族代表議員）を与えられた。第19条によりスコットランド民事控訴院とスコットランド法が存続、第20条により世襲的司法権、世襲官職なども維持された。また、第2条では1701年王位継承法と同様にゾフィー・フォン・デア・プファルツの子孫かつプロテスタントのみ王位を継承できるよう定め、第10から18条では税金、関税、通貨の統一が定められた。第25条により、合同法に定められた条項に反するいかなる法でも廃止され、無効になることが定められた。

### 関連法案
スコットランド議会は1707年プロテスタント宗教及び長老派教会法を制定して、合同後のスコットランド国教会の地位を保証した。イングランド議会も同様にイングランド国教会の地位を保証する法を制定した（法律番号6 Anne c.8）。
合同直後には1707年スコットランド合同(改正)法（法律番号6 Anne c.40）が制定され、イングランド枢密院とスコットランド枢密院の合同が定められた。また、スコットランドのシャイアに治安判事を任命してスコットランドの行政にあたらせたことでスコットランドの行政が政治家から治安判事に分散した。
合同の翌年に1708年大逆法が制定された。同法によりスコットランドの大逆法が廃止され、代わりにイングランドの大逆法がスコットランドにも適用された。

## 影響と評価
イングランドが合同によって政治的なアイデンティティを拡大させた一方、スコットランドはイングランドに呑み込まれる形でそのアイデンティティを埋没させていく。合同成立当初はスコットランドの工業力の発展が期待されていたが、経済成長は起こらず依然として生産水準は低かった。経済的にもイングランドによる圧迫が続いた。合同法では麦芽税の増税を禁じていたが、議会がこれに反して課税を行おうとしたため麦芽税暴動が発生した。この暴動により増税は見送られたが、続く亜麻税の増税は防ぐことができずスコットランドに不満の声を巻き起こした。こうした状況にスコットランド貴族も合同への幻滅を強め、かつては合同を支持した貴族が貴族院において合同廃止法案を提出する事態となった
。この動議は代理人・委任状投票によって僅か4票差で否決され、連合王国は辛うじて存続できた。

### 後世の評価
20世紀の歴史学者サー・ジョージ・ノーマン・クラークはステュアート朝に関する著作でスコットランドが「イングランドとその植民地との自由貿易」を勝ち得たほか、長老派教会と法制の維持も保障され、一方でイングランドもスコットランドへの贈賄の代償としてハノーヴァー朝によるスコットランド王位継承、スコットランドによるイングランドへの軍事上と貿易上の脅威の除去といった点で大きく得をしたと述べた。イギリスの18世紀における成功がイングランドとスコットランドの合同に由来するとも述べている。
サミュエル・ジョンソンとジェイムズ・ボズウェルは1773年にスコットランドを旅し、『スコットランド西方諸島の旅』を著したが、このときジョンソンはスコットランドの貿易の繁盛について記述した。

## 300年記念イベント
2007年、合同の300年記念に2ポンド硬貨が発行された。
スコットランド政府による記念イベントとしてはスコットランドの古代および歴史的記念物に関する王立委員会（RCAHMS）の教育プロジェクト、スコットランド国立博物館の特別展示、スコットランド国立美術館による合同の関連人物の肖像画特別展が挙げられる。